# 鼠譚秘奇2：提米來救援
《鼠譚秘奇2：提米來救援》（英語：The Secret of NIMH 2: Timmy to the Rescue）為1982年美國動畫電影《鼠譚秘奇》的續集作品，由迪克·塞巴斯特執導、米高梅動畫製作，於1998年12月22日以錄影帶首映模式發行。故事背景設定在首部電影劇情發生幾年後，以布里斯碧夫人的小兒子提莫西（提米）作為主角。
這部續集的製作沒有原導演唐·布魯斯的投入或參與，並於上映後普遍受到評論家和影迷的批評。

## 劇情
提莫西在成年後前往荊棘谷，希望成為像他父親一樣的英雄。途中他遇到了一隻名叫珍妮（Jenny McBride）的雌性老鼠。

## 外部連結
- 官方网站
- 互联网电影数据库（IMDb）上《鼠譚秘奇2：提米來救援》的资料（英文）
- 大卡通資料庫上《鼠譚秘奇2：提米來救援》的資料（英文）

- 爛番茄上《The Secret of NIMH 2: Timmy to the Rescue》的資料（英文）